# Степаненко Олександр Леонідович
Олесь Степаненко (справжнє ім'я Степаненко Олександр Леонідович, народився 9 листопада 1984 у м. Дергачі Харківської області — помер 29 грудня 2004) — український поет.

## Життєпис
Виховувався разом із молодшим братом Сергієм у дитячому будинку міста Дергачі. Після закриття дитячого будинку його усиновив Леонід Степаненко, який жив із старенькою мамою.
Після закінчення середньої школи в Дергачах (нині Дергачівський ліцей № 3) навчався в Харківському національному університеті ім. В. Каразіна на факультеті журналістики. Водночас працював на цегельному заводі.
За переконаннями був українським націоналістом. В лютому 2002 невідомі завдали йому тяжкої черепно-мозкової травми, та кинули на морозі. Степаненко довго хворів, проте почав одужувати.
2004 року Олесю Степаненку неодноразово погрожували фізичною розправою за поширення української ідеї та участь у політичних акціях. У ніч на 29 грудня 2004 він раптово зник. Батькові, який розшукував сина, міліція повідомила, що за нез'ясованих обставин Олесь Степаненко загинув під колесами швидкого потяга. Член ВО «Тризуб» Анатолій Грицаєнко вважає, що Степаненка кинули під потяг, і його загибель не є випадковою.

## Творчість
В 1998 році в 13-річному віці написав вірш «9 травня» до річниці народження Тараса Шевченка, а до Дня незалежності написав вірш «Дві мови».
Вірш О. Степаненка «Могильний спокій» надрукований в газеті «Хата» № 1(73) за січень 2002 року (стор.3).
В лікарні написав «Останній вірш».
При житті була видана збірка віршів 15-річного Олеся Степаненка «Тополю рубають»:
Тополю рубають: поезії / О. Л. Степаненко. — Харків: Обласне об'єднання Всеукраїнського товариства «Просвіта» ім. Т.Шевченка, 1999. — 48 с. — ISBN 966-7409-01-5
Після смерті поета зусиллями родини й коштом української діаспори в США і Канаді вийшла книга віршів «Свічечка», в яку увійшли 67 його віршів:
Свічечка: Вірші / Степаненко O.Л. — Харків: Крок, 2006. — 76 с. ISBN 966-652-093-1

## Увічнення пам'яті
23 квітня 2009 у місті Лозова Харківської області відбувся Поетичний форум, перша частина якого була присвячена творчості загиблого слобожанського поета Олеся Степаненка.